# GSC5096-1562
GSC5096-1562 — хімічно пекулярна зоря спектрального класу B, що має видиму зоряну величину в смузі V приблизно 10,4.